# Delta1 Canis Minoris
Delta1 Canis Minoris (δ1 CMi / 7 Canis Minoris / HD 59881) es una estrella en la constelación de Canis Minor que comparte la denominación de Bayer Delta con otras dos estrellas, Delta2 Canis Minoris (δ2 CMi) y Delta3 Canis Minoris (δ3 CMi). Ninguna de ellas está relacionada con las otras, siendo distintas las distancias que nos separan de ellas. La más cercana a nosotros es Delta2, a 136 años luz, mientras que Delta3 y Delta1 se hallan a unos 676 y 790 años luz respectivamente. Delta1 Canis Minoris es la más brillante de las tres, con magnitud aparente +5,24.
Delta1 Canis Minoris es una gigante blanco-amarilla de tipo espectral F0 III y 7450 K de temperatura que brilla con una luminosidad 360 veces mayor que la luminosidad solar.
Estos valores permiten evaluar su diámetro, 11 veces más grande que el del Sol, así como su masa, unas 3,75 veces mayor que la masa solar.
Rota con una velocidad de al menos 71 km/s, siendo su período de rotación inferior a 8 días.
Tiene una elevada metalicidad, con una relación hierro-hidrógeno un 50% mayor que en el Sol.
Empezó su vida siendo una estrella blanco-azulada de tipo B6 y actualmente se encuentra en una etapa avanzada de su evolución estelar antes de volver a expandirse y aumentar su brillo. Después expulsará sus capas exteriores para finalmente acabar sus días como una tenue enana blanca.